# Výbor na obranu proti mučení
Výbor na obranu proti mučení byla ruská lidskoprávní nestátní nezisková organizace založená roku 2000. Organizace hájila práva obětí mučení, policejní šikany nebo beztrestného násilí před ruskými úřady i na mezinárodní úrovni u Evropského soudu pro lidská práva. Obětem poskytovala lékařskou a psychologickou pomoc. Jednotlivé případy dokumentovala a informace o nich zveřejňovala.
V reakci na mnohaletý nátlak ruských úřadů organizace 11. června 2022 ukončila činnost. Za 21 let své existence obdržela přes 3178 hlášení o porušování lidských práv v Rusku, dosáhla 159 odsouzení pachatelů, vymohla 297 milionů rublů odškodnění pro oběti a vyhrála 78 případů u Evropského soudu pro lidská práva.

## Historie
Organizaci založil roku 2000 Igor Kaljapin, který zůstal i jejím dlouholetým ředitelem. Jeho motivací se stala vlastní zkušenost s policejním násilím. Do roku 2017 organizace mimo jiné dosáhla zrušení 793 nezákonných rozhodnutí, odsouzení 127 pachatelů a vysoudila 51 milionů rublů kompenzací obětem. Igor Kaljapin považoval za úspěch i to, že ruské úřady musely uznat, že mučení představuje reálný problém. Jak Kaljapin uvedl v roce 2021, s nějakou formou porušení práva na lidskou důstojnost se v Rusku setkává každý třetí, možná každý druhý vězněný, přičemž s mučením se setká skoro každý desátý vězeň.
Organizace dlouhodobě čelila systematickému tlaku a obstrukcím ze strany ruských úřadů. Mimo jiné došlo opakovaně k vyrabování její čečenské kanceláře a v roce 2016 i k útoku na její tamní pracovníky. V jiném případě výbor dostal pokutu za uvedení odkazu na v Rusku zakázanou organizaci Člověk v tísni na svých stránkách. Zásadním krokem bylo zařazení organizace na kontroverzní ruský seznam zahraničních agentů roku 2016. Následně dostala likvidační pokutu a tři týdny po převzetí ceny Homo Homini za rok 2016 byly výboru obstaveny účty. Organizace tak byla státními orgány nucena odmítnout jakékoliv zahraniční financování a změnit status iniciativy z nevládní organizace na společenskou organizaci, která není právnickou osobou, nemá tak žádné bankovní účty ani majetek. Změnila i název na Výbor pro zabránění mučení. Zákazy však pokračovaly i nadále. V letech 2016–2022 tak byl výbor celkem čtyřikrát zařazen na seznam zahraničních agentů, což pokaždé vedlo k jeho likvidaci. V roce 2022 byla jeho činnost ukončena.

## Ocenění
- Cena Homo Homini za rok 2016 – udělena organizací Člověk v tísni[1]